# 进步MS-12
进步MS-12(俄语：Прогресс МC-12)是俄罗斯宇航进步号的第164次发射任务，执行国际空间站的补给任务。国际空间站发射编号为进步73（英語：Progress 73）或73P。此次发射是一次无人发射任务。
进步MS-12于2019年7月31日12时10分（协调世界时（UTC））从哈萨克斯坦拜科努尔航天发射场发射升空，同日15时29分（UTC）与国际空间站码头号对接舱对接。
进步MS-12此次补给任务除了水与推进剂外，还携带了水果与调味品。进步MS-12在此次发射任务中，从火箭发射到与国际空间站对接仅用时3小时19分钟，刷新了国际空间站最快货运纪录，之前的记录保持者为用时3小时21分钟的进步MS-11。